# لینه ۷۴۱۲
سیارک ۷۴۱۲ (به انگلیسی: 7412 Linnaeus، نامگذاری:1990SL9) هفت هزار و چهارصد و دوازدهمین سیارک کشف شده‌است که در ۲۲ سپتامبر ۱۹۹۰ کشف شد.
قدر مطلق سیارک برابر ۱۲٫۷۰ است.